# Plaški
Plaški je općina u Hrvatskoj, u Karlovačkoj županiji. 

## Zemljopis
Plaški je zemljopisno smješten u Plaščanskoj dolini, koja je dio Ogulinsko-plaščanske doline. Ova dolina pripada Gorskoj Hrvatskoj, ali u užem smislu ne pripada ni Lici ni Gorskom kotaru, iako je Plaški više naselje ličkog tipa, a Ogulin grad blizak Gorskom kotaru. Dakle, prema nekima, Gorska Hrvatska sastoji se od Like, Gorskog kotara i Ogulinsko-plaščanske doline. Plaški je 27 kilometara udaljen od regionalnog centra Ogulina, u kojem se nalaze sve važnije administrativne, zdravstvene i kulturne institucije. Plaščanska općina sastavljena je od osam naselja: Plaški, Janja Gora, Latin, Lapat, Pothum Plaščanski, Međeđak, Kunić i Jezero, od kojih je najveći Plaški u kojem se nalaze i općinske institucije. Općina graniči sa susjednim općinama: Josipdol i Saborsko.

## Stanovništvo
Prema popisu stanovništva iz 2001. općina Plaški je imala 2292 stanovnika, od kojih 48,4 % Hrvata i 46,0 % Srba. Najmnogobrojnija vjerska zajednica je Katolička crkva s 48,3 %, a Pravoslavna ima značajnih 45,6 %. Naselje Plaški ima 1469 stanovnika. 

### Plaški (naseljeno mjesto)
| Plaški             |               |                |                |                |                |
| godina popisa      | 2001.         | 1991.          | 1981.          | 1971.          | 1961.          |
| Hrvati             | 807 (54,93 %) | 64 (2,81 %)    | 76 (3,35 %)    | 147 (6,61 %)   | 118 (6,52 %)   |
| Srbi               | 587 (39,95 %) | 2074 (91,32 %) | 1961 (86,69 %) | 1948 (87,66 %) | 1639 (90,65 %) |
| Jugoslaveni        | 0             | 67 (2,95 %)    | 206 (9,10 %)   | 59 (2,65 %)    | 29 (1,60 %)    |
| ostali i nepoznato | 75 (5,10 %)   | 66 (2,90 %)    | 19 (0,83 %)    | 68 (3,06 %)    | 22 (1,21 %)    |
| ukupno             | 1469          | 2271           | 2262           | 2222           | 1808           |

## Uprava
Do novog ustrojstva lokalne uprave ovo područje je pripadalo općini Ogulin.

## Povijest
Godine 33-35. g. prije Krista Rimljani predvođeni budućim carem Oktavijanom Augustom pobijedili u bici s Japodima koja se je vodila ili na brdu Trojvrhu istočno od Plaškog ili na lokalitetu Čakovca u susjednoj općine Josipdol. U Plaškom su pronađeni ostaci antičkog novca, što upućuje na nesumnnjivu nastanjenost ovog kraja još u antici.
Povijesno ime Plaški vrlo je rano zapisano u starim hrvatskim ispravama, kao Plas, Plasy, Plazy. Što u prijevodu znači ravna plodna njiva. Ime Plaški prvi put se u sačuvanim dokumentima spominje sredinom 1163. u dokumentima Splitske nadbiskupije. Drugi spomen datira iz 1185. prigodom osnutka nove, Krbavske biskupije kojoj je pripala plaščanska župa. Do 1193. plaščanska je županija (comitatus Plazy) bila posebna upravna oblast, a tada je postala dijelom županije modruške te dospjela pod vlast plemenitaške obitelji Frankopana. Stari utvrđeni grad Plaški nalazio se u podnožju Plaške glave, a sagrađen je krajem 12. ili početkom 13. stoljeća kao frankopanska utvrda. U ime Frankopana Plaščanskom su dolinom upravljali plemići Zebići (po kojima se do danas zove jedan dio Plaškoga), njihovi vjerni vazali. U ispravi kneza Bernardina Frankopana iz 1500. godine Plaški se spominje kao protuturska utvrda podložna njegovoj vlasti. Isti status imala je i Lička Jesenica, koja danas pripada susjednoj općini Saborskom.
Status Plaškog kao obrambene utvrde ponavlja se i u dokumentu iz 1551. godine. Ogulin se u tom dokumentu navodi kao jedno od četiriju središta Hrvatske Vojne krajine, a Plaški kao njemu pripadajuća utvrda.
Pred naletima i pljačkanjima turske vojske krajem 15. stoljeća, i neposredno pred Krbavsku bitku 1492. godine, Plaški biva opljačkan od Jakub-paše. Mjesto ostaje pusto poput poznatije utvrde Modruša.
Odlukom Ratnog vijeća u Grazu, dopušta se Vlasima naseljavanje na ovaj prostor iz krajeva današnje Srbije. Srbi se nastanjuju na područje Plaškog organizirano u tri navrata, godina 1609., 1639. i 1666. dok Ličku Jesenicu nastanjuju 1690. godine. Srbi su povijesti i kulturnom životu Plaškog dali neizbrisiv pečat, posebice nakon osnivanja Gornjokarlovačke eparhije. 
Obrambena kula u Plaškom, uz koju se razvijalo staro naselje zvano Plasi (Plasy, Plazy) sagrađena je 1663. godine. Bila je četverostrana. Dao ju je sagraditi Petar Zrinski. Prema Stieru, to je bio crkveni zvonik preinačen u obrambenu kulu.
U sklopu ogulinske pješačke pukovnije od sredine 18. stoljeća djeluje i Plaščanska, uz Tounjsku i Ogulinsku kapetaniju. Plaščanski doseljeni Srbi nazivani još i Vlasima i Rašanima, pravoslavne odnosno grkonesjedinjene vjere, imali su vojničku obvezu i bili su vojna snaga u Vojnoj krajini.
Grčko-istočna Gornjokarlovačka eparhija osnovana je 1711. godine. Prvo sjedište bio joj je manastir Gomirje kod Ogulina, a od 1721. do 1941., dakle punih 220 godina, Plaški. Prva pravoslavna eparhija osnovana je oko 1700. godine, a srpsko-pravoslavna crkvena općina u Plaškom djeluje i danas. Sabornu crkvu odnosno katedralu Vavedenja Presvete Bogorodice izgradio je vladika, odnosno episkop, Danilo Jakšić, od 1756. do 1763. godine. Vladikin dvor izgrađen 1784. je zapaljen u doba NDH, a ruševine do kraja srušene 1970-ih odlukom komunističkih vlasti. 
Katolička kapelanija osnovana je 1769. pod nazivom sv. Antun Padovanskog. Zbog malog broja katolika brigu je isprva o katolicima Plaškog vodio župnik Saborskog. Katolička crkvica sv. Ane zamijenila je onu sv. Antuna Padovanskog oko 1835. koja služi kao župna crkva i danas.
Od 1744. godine u Plaškom djeluje grčko-istočna crkvena škola, a osnova se i crkveni sud. 1773. godine, kad je izišla naredba o osnivanju škola u Vojnoj krajini Plaški je već imao školu.
1881., nakon ostavke bana Ivana Mažuranića, Vojna krajina se razvojačuje i priključuje Banskoj Hrvatskoj. Tada Ogulin postaje glavnim gradom Modruško-riječke županije, a Plaški jedna od devet općina ogulinskog kotara te županije.
Ogulinci su 23. listopada 1918. na ulicama izvikivali parole za ujedinjenje Južnih Slavena. Država Slovenaca, Hrvata i Srba osnovana je šest dana kasnije, a 1. prosinca 1918. ujedinjena sa Srbijom u Kraljevinu Srba, Hrvata i Slovenaca.
U Kraljevini Jugoslaviji mnogi su političari bili nepodobni, posebnice komunisti. U Plaškom su tridesetih godina djelovali s 9 članova KPJ i 5 članova komunističke mladeži. Prema knjizi Općina Ogulin skupine autora izdane pred Domovinski rat, u Španjolskom građanskom ratu 1936. – 1939. sudjelovali su na komunističkoj strani iz Saborskog Nikola Krizmanić, a iz Plaškog Mane i Stevo Šupica.
Od samog osnivanja ustaške i profašističke NDH, u travnju 1941. godine, antifašistički otpor ustaškom režimu koji je ubijao Židove, Rome i Srbe, a po uzoru na Nijemce mnoge zatvarao u konc-logore smrti, bio je jak na području Plaškog. Na području Plaškog djelovali su partizanski zborovi nazvani po mjestima Vera, Kunić i Hum, dok su ćelije Komunističke partije bile Plaški, Lapat i Kunić. 6. travnja 1943. iz Plaškog odlaze i posljednji talijanski vojnici.
Povijesni važan događaj za Plaški dogodio se 12. – 15. listopada 1943., kada je u Domu kulture, nekada Domu ZAVNOH-a, održano II. zasjedanje Zemaljskog antifašističkog vijeća narodnog oslobođenja Hrvatske. Predsjedao mu je pjesnik, i antifašist Vladimir Nazor. Na tom su povijesnom zasjedanju potvrđene odluke o priključenju nepravedno oduzetih 1920., 1924. i 1941. hrvatskih krajeva Dalmacije, Istre, i grada Zadra. Spomenik ovom velikanu hrvatske povijesti srušili su Srbi 1990-ih, a oko njegovog ponovnog postavljanja digla se medijska prašina jer su to ponovno 2003. učinili SDSS i Radmila Medaković, bivša načelnica općine. Na tom zasjedanju je odlučeno da je Hrvatska država hrvatskog i srpskog naroda kao ravnopravnih naroda.
1. siječnja 1944. od dotadašnjih partizanskih jedinica ustrojena je Plaščanska brigada Kordunskog korpusa, koja je pridonijela oslobođenju mjesta.
Pravoslavna saborna crkva, katedrala, Vavedenja Presvete Bogorodice obnovljena je 1906. kada je poprimila današnji izgled. 1733. godine izgrađeno je barokno svetište, a ikonostas je 1907. naslikao hrvatski slikar Ivan Tišov. Ubojstvom pravoslavnog vladike Save Trlajića, kojeg je SPC proglasila svetim mučenikom Savom Gornjokarlovačkim, od strane ustaša, Plaški je prestao biti središtem Eparhije.
Prije rata 1991-1995 djelovala je u Plaškom tvornica sulfatne celuloze Simo Dimić. Bila je to jedina tvornica krajftjajner papira u Jugoslaviji. Djelovalo je i ugašeno kino Hum.
Nažalost, ni Plaški nisu zaobišla ratna zbivanja u Hrvatskoj. 
Plaški je oslobođen u Operaciji Oluja 5. kolovoza 1995. Po Oluji prazne kuće nastanjuju Hrvati prognani iz Bosne, posebice Hrvati Banje Luke i sjeverozapadne Bosne, ali i mnogi Hrvati koji su tako našli način da riješe svoje stambene probleme. Mnogi su otišli dalje trbuhom za kruhom, ali mnogi i danas, unatoč velikoj nezaposlenosti žive u Plaškom. 
U posljednje vrijeme vratio se velik broj domicilnih Srba. Ovdje danas djeluje Srpski demokratski forum, pravoslavna crkvena općina, a Plaški od 1999. ponovno ima pravoslavnog svećenika. Od školske godine 2004/2005. u Osnovnoj školi održava se i nastava pravoslavnog vjeronauka.
Plaški danas ima šest kafića, četiri prodavaonice prehrane i kućnih potrepština, dva kineska dućana, knjižnicu i čitaonicu, pravoslavnu i rimokatoličku župu, nogometni klub, osnovnu školu i 2000 stanovnika.

## Gospodarstvo
Gospodarstvo je u Plaškom skoro zanemarivo. Uz opskrbu drvom, tvornica nema. Ne radi i nekadašnja Tvornica papira i sulfatne celuloze Simo Dimić, nezaposlenost je velika i veći dio stanovništva živi od socijalne pomoći. Policija, državne službe ili tek pokoji privatni posao sve su što se radno sposobnim Plaščanima nudi.

## Poznate osobe
- Iz plaščanskog naselja Janja Gora potječe Omer Paša Latas, slavni turski vojskovođa koji je 1851. prenio vezirsku stolicu Bosanskog pašaluka iz Travnika u Sarajevo. On je slomio otpor bosanskih velikaša i ostao zapamćen kao vrstan turski velikodostojnik. Rođen je 1808. kao Mihajlo Latas, i završio vojnu školu u Gospiću. Potom se poturčio i dostigao čin paše u Turskom Carstvu.
- Ulderiko Donadini, hrvatski književnik
- Jelena Glišić, hrvatska tv voditeljica

## Spomenici i znamenitosti
- pravoslavna saborna crkva Vavedenja Presvete Bogorodice (1755). Restaurirana krajem 19. i početkom 20. stoljeća prema projektima zagrebačkog arhitekta Janka Holjca u ruskom stilu. Ikonostas u crkvi djelo je hrvatskog slikara Ivana Tišova. Uz crkvu je ranije stajao jednokatni baroknoklasicistički vladičanski dvor podignut krajem 18. stoljeća prema projektima karlovačkog arhitekta Josipa Stillera.
- katolička crkva Svete Ane

## Obrazovanje
U Plaškom od 1995. djeluje OŠ Plaški, čiji je trenutni ravnatelj g. Vlatko Kulić. Prije rata škola je djelovala po nazivu Branko Latas. Sad ima dvjestotinjak učenika i dvadesetak nastavnika, a područna škola Saborsko također pripada plaščanskoj OŠ. 
U Plaškom nema srednje škole, stoga učenici svakodnevno vlakom putuju u Ogulin ili borave u tamošnjem Učeničkom domu s mnogobrojnim izvannastavnim aktivnostima.

## Kultura
- Knjižnica i čitaonica Plaški
- Internacionalni centar keramike Atelje Janja Gora
- KUD Dragan Žagar
- MNK Stari prijatelji iz plaščanskog naselja Vera

## Šport
- NK Plaški, nogometni klub koji okuplja igrače svih uzrasta i trenutno igra u Drugoj ligi Karlovačke županije.
- Do 1995. godine postojao je nogometni klub NK Partizan Plaški.
- Od 1977. do 1995. godine postojao je i košarkaški klub KK Partizan Plaški.[5]